# Regió de Moquegua
Moquegua (en quítxua indret tranquil) és una regió del Perú. Limita al nord amb les regions de Puno i Arequipa; al sud amb la Regió de Tacna i l'oceà Pacífic; a l'est amb les regions de Puno i Tacna; i a l'oest amb Arequipa i el Mar.

## Divisió administrativa
La regió es divideix en tres províncies:
- Mariscal Nieto
- General Sanchez Cerro
- Ilo